# Тестереп
Тестереп, также называемый Тер Стреп (нидерл. Testerep, Ter Streep) — рыбацкий остров в Северном море, некогда находившийся у побережья сегодняшней Бельгии. Остров был впервые упомянут в 992 году. Название острова происходит от tehstera raipa, западная полоска земли. От материка Тестереп отделял небольшой пролив Тестерепергёл (нидерл. Testerepergeul), постепенно осушаемый начиная с XII века. В результате понижения уровня Северного моря Тестереп полностью слился с материком.
Тестереп был населён уже в VII—VIII веке. Наиболее значимыми населёнными пунктами на острове были Остенде на его восточной окраине (нидерл. oost, восток + нидерл. einde, край, конец), Вестенде на его западной окраине (нидерл. west, запад + нидерл. einde, край, конец) и Мидделкерке — в центре острова (нидерл. middel, середина + нидерл. kerk, церковь).
Остров являлся собственностью графов Фландрии, и был предоставлен ими в пользование аббатству св. Петра в Генте. Основным источником дохода служило разведение овец.